# Austroepigomphus gordoni
Austroepigomphus gordoni là loài chuồn chuồn trong họ Gomphidae. Loài này được Watson mô tả khoa học đầu tiên năm 1962.